# Susanne Glass

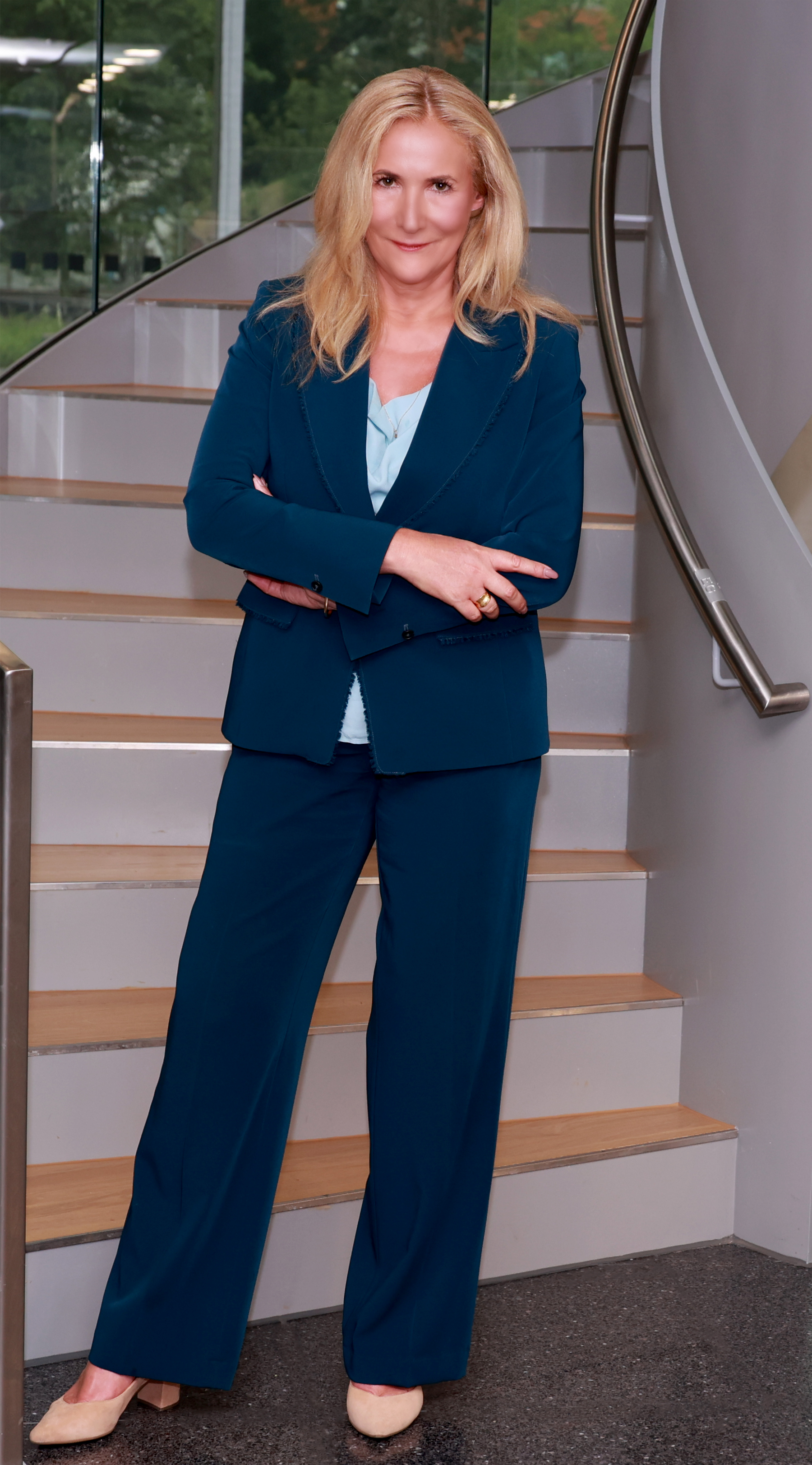
Susanne Glass BR 2024

Susanne Glass (* 1970 in Schwäbisch Gmünd) ist eine deutsche Kriegsreporterin, Hörfunk- und Fernsehjournalistin.

## Leben
Susanne Glass studierte Politikwissenschaften, Volkswirtschaftslehre und Soziologie. Noch vor der Promotion arbeitete sie zunächst als freie Journalistin für verschiedene Medien. 1994 begann sie beim Bayerischen Rundfunk als Chefin vom Dienst in der Hörfunk-Nachrichtenredaktion des Bayerischen Rundfunks sowie als Moderatorin der Bayern3-Nachrichten.
Susanne Glass ist Redaktionsleiterin Ausland und politischer Hintergrund beim Bayerischen Rundfunk in München und verantwortet somit TV, Radio sowie Online-Formate betreffend Ausland und politischer Hintergrund im BR/ARD. Sie ist Kommentatorin der ARD-Tagesthemen sowie Moderatorin u. a. für den ARD-Brennpunkt. Von 2016 bis 2021 war sie als Studioleiterin und Chefkorrespondentin im ARD-Studio Tel Aviv zuständig für Israel und die palästinensischen Gebiete. Zuvor berichtete sie seit 1999 (Beginn des Kosovo-Krieges) als ARD-Korrespondentin (Radio und Fernsehen) für das Studio Wien über Österreich und Südosteuropa. Im Februar 2014 übernahm sie dort die Studioleitung.
Sie hatte einen Lehrauftrag (2008 bis 2012) im Fach Medienwissenschaft an der Karl-Franzens-Universität Graz. Von Februar 2006 bis Februar 2016 war sie Präsidentin des Verbandes der Auslandspresse in Wien mit rund 150 Medienvertreterinnen und -vertretern aus der ganzen Welt. In dieser Funktion war sie ehrenamtliche Mitinitiatorin und Mitveranstalterin des europäischen Mediengipfels in Lech am Arlberg (seit 2007) sowie des europäischen Medienmittelpunktes in Bad Aussee (seit 2014). 2020 organisierte sie ehrenamtlich gemeinsam mit der israelischen Start-Up-Unternehmerin Jenny Havemann den ersten israelisch-europäischen Medien-Summit in Tel Aviv, der aufgrund der beginnenden Corona-Pandemie, als eine der ersten internationalen und hochkarätig besetzten Veranstaltungen virtuell durchgeführt wurde.
Susanne Glass ist Autorin diverser Bücher, u. a. „Schwestern der Revolution“ (Herbig, 2015) und „Grenzerfahrung – vom Balkan-Krieg zur Flüchtlingskrise“ (Herbig, 2016). Derzeit schreibt sie ein Buch über ihre Nahost-Erfahrungen.
Sie ist Rias-Media-Fellow der Duke-Universität/Durham, North-Carolina, Trägerin des Robert-Geisendörfer-Preises für Radio-Reportagen während der Balkan-Krise und des Ehrenpreises der Südosteuropa-Gesellschaft für besondere Verdienste um die Berichterstattung über Südosteuropa. Außerdem wurde ihr das Große Ehrenzeichen für Verdienste um die Republik Österreich verliehen.
Sie war bereits Gast beim Presseclub und beim Sonntags-Stammtisch.

## Bücher
- Grenzerfahrung: Vom Balkankrieg bis zur Flüchtlingskrise. F. A. Herbig Verlagsbuchhandlung, München 2016, ISBN 978-3-7766-2777-0.
- Schwestern der Revolution. F. A. Herbig Verlagsbuchhandlung, München 2015, ISBN 978-3-7766-2754-1.
- Unser Israel gibt es nicht mehr: Zwei Standpunkte - eine Freundschaft. Langen-Müller, München 2025, ISBN 978-3-7844-3733-0.

## Filmografie
- seit 2006: Weltspiegel
- 2008: Rumänien, Maramuresch – Mit dem Pferdewagen in die Zukunft
- 2010: Ware Mensch beschlagnahmt – Skandal um rumänischen Eizellenhandel
- 2011: Verbotene Liebe – Österreichs Priester und ihre Familien
- 2011: Der Krieg fährt mit – Mit dem Zug von Belgrad nach Sarajevo
- 2011: Gefangene Kinder – Blutrache in Albanien
- 2012: A schöne Leich – Die Wiener und der Tod
- 2013: Teurer Freikauf – Das Geschäft mit den Rumäniendeutschen (Dokumentarfilm)
- 2015: Srebrenica – Opfer klagen an
- 2017: Zapp (Fernsehserie, Folge 17x35)
- 2018: Schaut´s net aus dem Fenster – 70 Jahre Krimmler Judenfluchtnach Palästina
- 2018: Jerusalem – Im Spannungsfeld zwischen Glauben, Wissen, Hoffen
- 2021: Man nannte sie „Jeckes“
- 2021: Gemeinsam gegen Antisemitismus – Sabine Leutheusser-Schnarrenberger auf Deutschlandreise im Dialog mit starken Verbündeten
- 2023: Liebe in Zeiten des Krieges